# Tatankacephalus
Tatankacephalus cooneyorum
Genre
Espèce
Tatankacephalus est un genre éteint basal de dinosaures nodosauridés qui a vécu durant le Crétacé inférieur. Sa longueur a été estimée à 7 mètres.
L'espèce type et seule espèce est Tatankacephalus cooneyorum, décrite par William L. Parsons et Kirsten Parsons en 2009. 

## Étymologie
Le nom du genre est dérivé du Lakota tatanka, « bison » et du grec kephale, « tête », en référence à la forme de tête arrondie. Le nom spécifique rend hommage à la famille de John Patrick Cooney. 

## Découverte
Son fossile a été recueilli dans la formation de Cloverly (Aptien-Albien) du centre du Montana, aux États-Unis, en 1996, 1997 et 1998, dans la région du Middle Dome dans le comté de Wheatland.
L'holotype est référencé MOR 1073. Il s'agit d'un crâne partiel avec une longueur totale non endommagée estimée à 32 centimètres, sans les mâchoires inférieures. Des côtes, des ostéodermes et une dent ont également été récupérés. L'avant du museau est manquant. Le spécimen est celui d'un individu adulte.

## Description
Selon les auteurs, le fossile n'a pas été déformé par compression, ce qui permet de le distinguer de Sauropelta edwardsorum, un autre ankylosaure trouvé dans la même formation. La tête est bombée et les orbites sont rondes. Une large crête osseuse traverse transversalement l'arrière de la tête. Le crâne fossile lui-même n'avait plus de dents mais une seule dent a été trouvée, sans le cingulum. Deux ostéodermes ont été trouvés ; l'un était intact. Il a une longueur de 137 et une largeur de 115 millimètres. Il est creux et conique.

## Classification
Une analyse cladistique a montré que Tatankacephalus était un membre basal des Ankylosauria et relativement proche de Gastonia. Les traits basaux comprennent la rétention de dents prémaxillaires à l'avant des mâchoires supérieures et une ouverture du crâne, la fenestra temporale latérale, qui n'était pas recouverte par l'armure du crâne. Une nouvelle analyse cladistique réalisée par Thompson et al., 2011 suggère que Tatankacephalus est un nodosauridé basal.